# 西埃特卡巴列羅斯山
10°25′50″S 76°42′58″W / 10.430472°S 76.715996°W
西埃特卡巴列羅斯山（Siete Caballeros），是秘魯的山峰，位於該國中部瓦努科大區，由勞里科查省負責管轄，處於普伊萬科查湖以北，屬於勞拉山脈的一部分，海拔高度5,000米。